# 2018년 아시안 게임 볼링
2018년 아시안 게임 볼링은 2018년 8월 22일부터 27일까지 인도네시아 팔렘방 자카바링 스포츠 시티의 볼링장에서 개최된다. 
이번 대회에서는 총 6개의 세부종목이 치러진다. 12종목에 달했던 지난 대회와는 달리 세부종목이 대폭 축소되어 남녀 3인조, 6인조, 마스터즈 종목만 남게 되었다.

## 참가국
19개국 출신의 선수 180명이 출전한다.
| - 바레인 (6) - 중화인민공화국 (6) - 중화 타이베이 (12) - 홍콩 (9) - 인도 (6) - 인도네시아 (12) - 일본 (12) - 카자흐스탄 (6) - 말레이시아 (12) - 마카오 (12) | - 몽골 (14) - 필리핀 (13) - 카타르 (8) - 사우디아라비아 (6) - 싱가포르 (12) - 대한민국 (12) - 태국 (12) - 아랍에미리트 (6) - 베트남 (4) |

## 메달리스트
| 종목                 | 금                                                       | 은                                                                                          | 동                                                                    |
| -------------------- | -------------------------------------------------------- | ------------------------------------------------------------------------------------------- | --------------------------------------------------------------------- |
| 남자 3인조 자세히    | 일본 (JPN) 아사토 슈사쿠 사사키 도모유키 와다 쇼고       | 말레이시아 (MAS) 무하맛 라픽 이스마일 아맛 모드 피숄 탄치첸                                 | 싱가포르 (SIN) 중웨이젠 무하맛 자리스 고 왕웨이슝                     |
| 남자 6인조 자세히    | 대한민국 (KOR) 최복음 홍해솔 박종우 김종욱 구성회 강희원 | 홍콩 (HKG) 류관하오 마이줘샨 셰진쉬안 쩡더쉬안 황쥔위안 후자오캉                            | 중화 타이베이 (TPE) 우하오밍 천신안 훙쿤인 천밍탕 린바이펑 셰진량     |
| 남자 마스터즈 자세히 | 무하맛 라픽 이스마일 말레이시아 (MAS)                    | 박종우 대한민국 (KOR)                                                                       | 구성회 대한민국 (KOR)                                                 |
| 여자 3인조 자세히    | 말레이시아 (MAS) 체아메이란 시티 사피야 샤이다툴 아피파  | 중화 타이베이 (TPE) 저우자친 판위펀 차이신이                                                | 싱가포르 (SIN) 천시징 양뤄치 린후이잉                                 |
| 여자 6인조 자세히    | 대한민국 (KOR) 백승자 한별 김현미 이나영 이연지 류서연   | 말레이시아 (MAS) 체아메이란 샤이다툴 아피파 나타샤 로슬란 제인 신 시티 사피야 샬린 줄키플리 | 중화 타이베이 (TPE) 장위쉬안 판위펀 저우자친 차이신이 황충야오 왕야팅 |
| 여자 마스터즈 자세히 | 이시모토 미라이 일본 (JPN)                               | 이연지 대한민국 (KOR)                                                                       | 이나영 대한민국 (KOR)                                                 |